# Kaplejon
Kaplejon, Panthera leo melanochaitus, är en utdöd afrikansk underart av lejonet. Kaplejonet hade sitt starkaste fäste i Kapprovinsen i Sydafrika, främst runt Kapstaden. Det sista lejonet dödades i Kapprovinsen år 1858.
Kaplejonet var i ungefär samma storlek som berberlejon, de största moderna lejonen, och bland de största av kattdjur. Hannarna hade en svart man. År 2000 hittades ett antal exemplar av vad man trodde var kaplejon i Ryssland som man tog till Sydafrika för avel, men DNA-tester visade att det inte var kaplejon. 
Lejon i zoologiska parker är alla ättlingar till vildfångade afrikanska lejon och de nu utdöda underarterna. Lejon i fångenskap har en blandning av gener ifrån många slags lejon. Det verkar nu troligt att kaplejonet inte är en underart av lejon utan var den sydligaste populationen av det afrikanska lejonet.
Det kan vara aktuellt att hämta DNA från den existerande underarten av lejon för kloning för att på så vis återskapa en variant av kaplejon.